# Kamensk-Uralski
Kamensk-Uralski (russisch Ка́менск-Ура́льский) ist eine Großstadt in der Oblast Swerdlowsk (Russland) mit 174.689 Einwohnern (Stand 14. Oktober 2010).

## Geographie
Die Stadt liegt östlich des Mittleren Ural etwa 100 km südöstlich der Oblasthauptstadt Jekaterinburg bei der Mündung des linken Nebenflusses Kamenka in die Isset im Flusssystem des Ob.
Kamensk-Uralski ist der Oblast administrativ direkt unterstellt. Die Stadt selbst ist durch das relativ tief eingeschnittene Tal der Isset klar in zwei etwa gleich große Stadtrajons unterteilt: Krasnogorski mit 90.226 Einwohnern nördlich und Sinarski südlich des Flusses mit 89.913 Einwohnern, letzterer benannt nach der weiter südlich fließenden und gut 20 Kilometer flussabwärts in die Isset mündenden Sinara. Verwaltungstechnisch sind der Stadt außerdem sechs ländliche Siedlungen mit zusammen 1.480 Einwohnern unterstellt, sodass die Gesamteinwohnerzahl der administrativen Einheit „Stadt Kamensk-Uralski“ 181.619 beträgt (2009).

## Geschichte

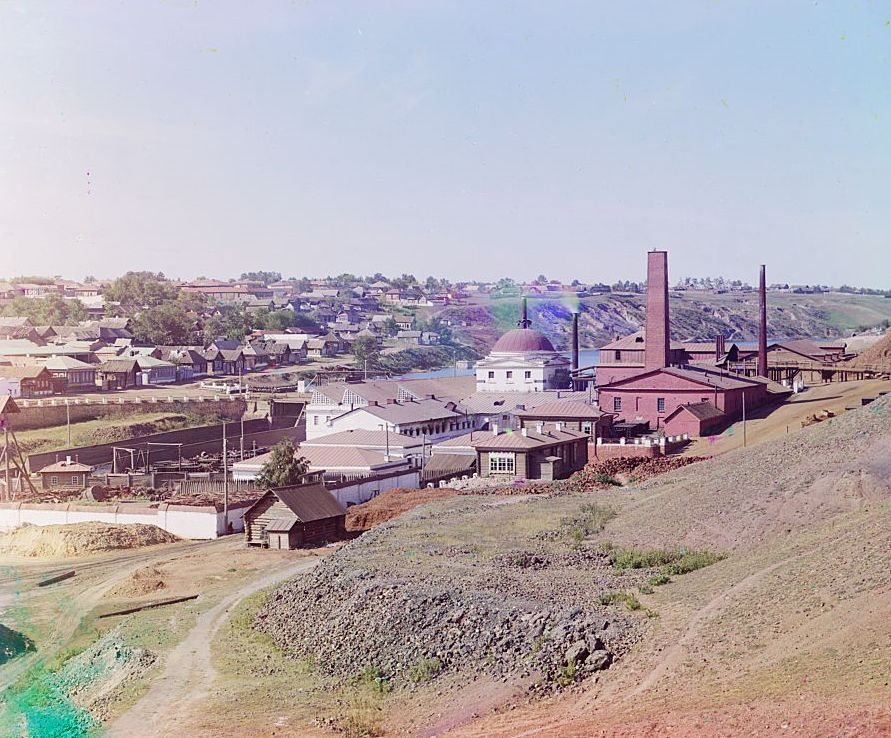
Eisenwerk Kamenski sawod (frühes Farbfoto von Prokudin-Gorski, 1910)

Seit 1682 ist die an Stelle der heutigen Stadt gelegene Siedlung Issetskaja pustosch bzw. Schelesinskoje bekannt, die dem Mariä-Entschlafens-Kloster Dalmatowo gehörte. 1700 wurde auf Anweisung Peters des Großen mit der Errichtung eines Eisenwerkes begonnen, welches nach dem Fluss Kamenski sawod genannt wurde und im folgenden Jahr als eines der ersten seiner Art in der Region die Produktion aufnahm. Der 15. Oktober 1701 gilt damit als Gründungsdatum der Stadt. Im Werk wurden vorrangig Kanonen und Kanonenkugeln hergestellt (vgl. Stadtwappen).
Von 1825 bis 1829 wurden Werk sowie Verwaltungs- und Arbeitersiedlung rekonstruiert. 1835–1846 modernisierte Iwan Barozzi de Els das Werk. Bis zum Ende des 19. Jahrhunderts entwickelte sich der Ort zudem zu einem Handelsplatz für landwirtschaftliche Erzeugnisse.
Am 6. Dezember 1885 wurde eine Eisenbahnstrecke eröffnet, die Werk und Ort mit Bogdanowitsch an der Strecke Jekaterinburg–Tjumen (seit 1913 Teil der Transsibirischen Eisenbahn) verband. Die Station beim Ort hieß zunächst Ostrowskaja, später Sinarskaja. Bis 1913 wurde die Strecke in Richtung Osten, über Dalmatowo nach Schadrinsk erweitert. Dieser Streckenteil wurde später in die 1933 eröffnete Eisenbahnstrecke Jekaterinburg (Swerdlowsk)–Kurgan einbezogen. 1940 folge die Verbindung in Richtung Tscheljabinsk.
Zeitgleich mit dem Ausbau der Verkehrsverbindungen wurde in den 1930er Jahren in großem Maßstab metallurgische Industrie angesiedelt. 1934 ging das Sinara-Röhrenwerk in Betrieb, am 5. September 1939 das Ural-Aluminiumwerk. Letzteres war während des Zweiten Weltkriegs faktisch der einzige Aluminiumproduzent der Sowjetunion.
In den 1930er Jahren wuchs in diesem Zusammenhang die Einwohnerzahl des Ortes rasant. Am 20. April 1935 wurde das Stadtrecht unter dem Namen Kamensk verliehen. Am 6. Juni 1940 erhielt die Stadt zur Unterscheidung von anderen gleichnamigen Orten (z. B. Kamensk-Schachtinski) ihren heutigen Namen.
Als sich im Herbst 1957 der Kyschtym-Unfall in der kerntechnischen Anlage Majak ereignete, erreichten Ausläufer der radioaktiven Wolke die Stadt.

### Bevölkerungsentwicklung
| Jahr | Einwohner |
| ---- | --------- |
| 1926 | 5.000     |
| 1939 | 50.881    |
| 1959 | 141.019   |
| 1970 | 169.270   |
| 1979 | 187.401   |
| 1989 | 207.780   |
| 2002 | 186.153   |
| 2010 | 174.689   |

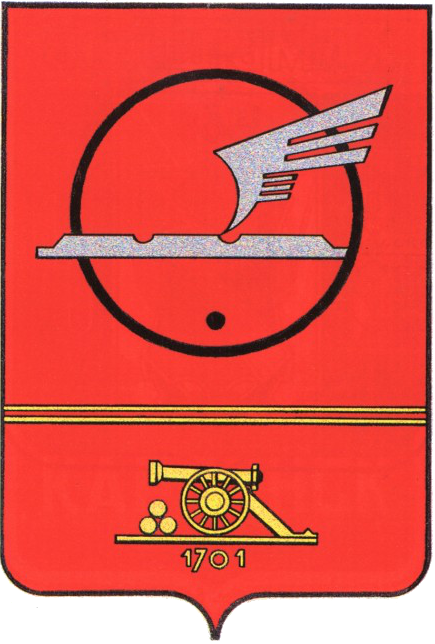
Sowjetisches Stadtwappen (1971)

Anmerkung: Volkszählungsdaten (1926 gerundet)

## Kultur, Sehenswürdigkeiten und Bildung

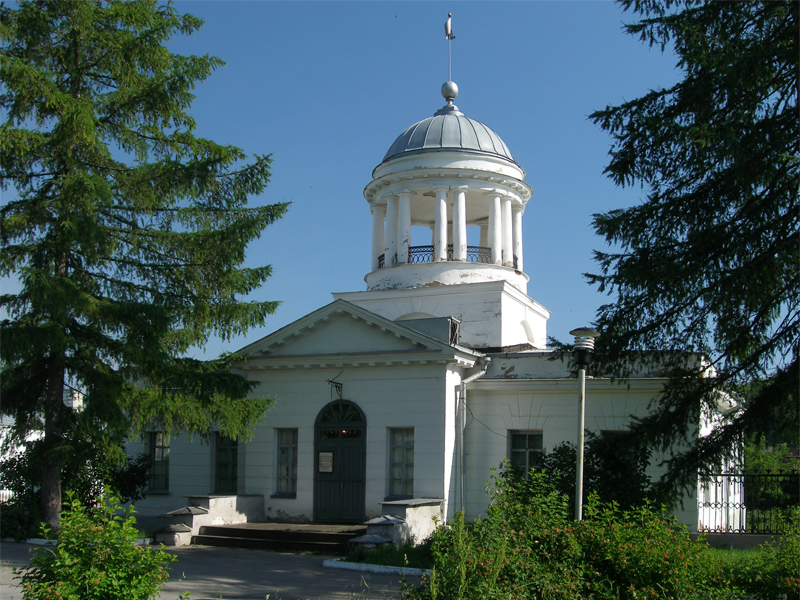
Städtisches Heimatmuseum

In Kamensk-Uralski ist das Verwaltungsgebäude des Eisenwerkes aus dem 19. Jahrhundert erhalten. Es gibt ein Geologisches Museum, ein Städtisches Heimatmuseum und ein Museum für Geschichte der ländlichen Kultur. Die Stadt besitzt ein Theater.
Auf dem Stadtgebiet und in der Umgebung haben sich die Isset und ihre Nebenflüsse unter Bildung verschiedener heute als Naturdenkmäler ausgewiesener Felsgebilde relativ tief in die umliegende Ebene eingeschnitten.
In Kamensk-Uralski gibt es Filialen der Staatlichen Technischen Universität des Uralgebiets und des Instituts für Ökonomie, Verwaltung und Recht des Uralgebiets.

## Wirtschaft und Infrastruktur

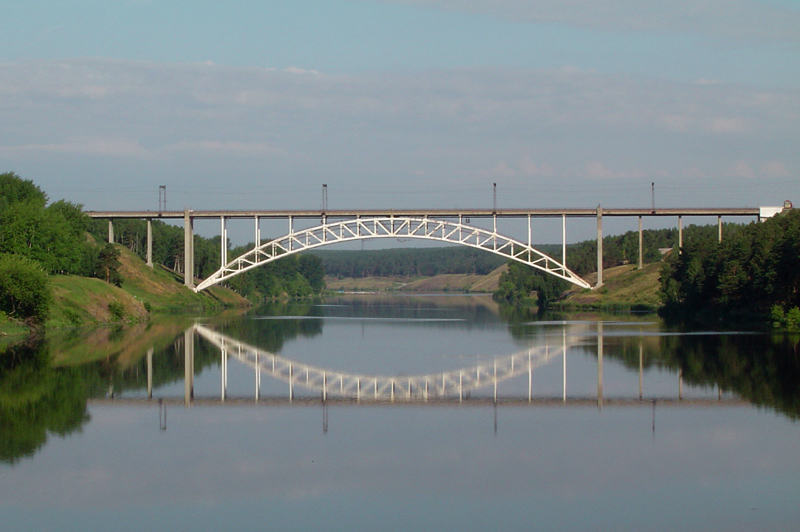
Die Brücke

Hauptwirtschaftsfaktor sind die großen metallurgischen Werke Sinarski trubny sawod (Sinara-Röhrenwerk) der TMK, das Uralski aljuminijewy sawod (Ural-Aluminiumwerk) von RUSAL (zuvor SUAL) und das Kamensk-Uralsker Werk für Nichteisenmetallbearbeitung (englisch KUZOCM) der Holding Renova, das Walzerzeugnisse und Draht herstellt.
In Kamensk-Uralski befindet sich das Krasnogorsker Wärmekraftwerk (Krasnogorskaja TEZ) mit einer Leistung von 121 Megawatt in Betrieb, das heute zum regionalen Energieversorgungsunternehmen TGK-9 gehört.
Außerdem gibt es Betriebe der elektrotechnischen (Radiowerk, gegründet 1949), Textil- und Lebensmittelindustrie sowie der Baumaterialienwirtschaft.
In Kamensk-Uralski kreuzen sich die Alternativstrecken beziehungsweise Querverbindungen der Transsibirischen Eisenbahn Jekaterinburg–Kurgan und Bogdanowitsch–Tscheljabinsk. Durch die Stadt führt die Fernstraße R354 Jekaterinburg–Kurgan.
Der innerstädtische Personennahverkehr wird mit Bussen bewältigt. Der Oberleitungsbus Kamensk-Uralski wurde zum 2. März 2015 eingestellt und bestand zuletzt aus einem 39,4 Kilometer langen Netz mit drei Linien.

## Söhne und Töchter der Stadt
- Wladimir Kadotschnikow (1943–2015), Politiker[5][6]
- Wiktor Raschtschupkin (* 1950), Leichtathlet
- Juri Alexandrow (1963–2013), Boxer
- Ljudmila Biktaschewa (* 1974), Langstreckenläuferin
- Pawel Kotschetkow (* 1986), Radsportler
- Nikita Schochow (* 1988), bildender Künstler und Filmemacher
- Igor Smolnikow (* 1988), Fußballspieler
- Alexander Besputin (* 1991), Boxer
- Matwei Subow (* 1991), Radsportler
- Tamara Derbuschewa (* 1995), Biathletin
- Darja Ustinowa (* 1998), Schwimmerin[7][8]